# Adewale Akinnuoye-Agbaje
Adewale Akinnuoye-Agbaje, angleški igralec in model, * 22. avgust 1967, London, Anglija.
Najbolj je znan po vlogi Simona Adebisija v HBO TV seriji Oz, kot po vlogi gospoda Eka v drugi sezoni Skrivnostnega otoka.

## Filmografija
- 1995 - Congo
- 1995 - Delta of Venus
- 1995 - Ace Ventura: When Nature Calls
- 1996 - The Deadly Voyage
- 1998 - Legionnaire
- 2001 - The Mummy Returns
- 2001 - Lip Service
- 2002 - The Bourne Identity
- 2004 - Unstoppable
- 2005 - Mistress of Spices
- 2005 - On the One
- 2005 - Get Rich or Die Tryin
- 2009 - G.I. Joe: The Rise of Cobra
- 2010 - Faster
- 2011 - The Thing
- 2012 - Best Laid Plans
- 2013 - Bullet to the Head
- 2013 - Thor: The Dark World
- 2013 - The Inevitable Defeat of Mister & Pete
- 2014 - Pompeii